# Hemodijaliza
Hemodijaliza (u govoru samo dijaliza) je metoda odstranjivanja otpadnih tvari iz krvi, kao što su kalij i urea, ali i viška vode u slučaju zatajenja bubrega. Hemodijaliza je jedna od tri terapije za zamjenu funkcije bubrega. Druge dvije su transplantacija bubrega i peritonejska dijaliza. Od svih terapija hemodijaliza je najčešći oblik liječenja bolesnika s konačnim zatajenjem bubrega. Rutinska hemodijaliza se najčešće obavlja kod neležećih pacijenata koji dolaze u bolnice ili druge ustanove opremljene za ovaj postupak. Hemodijalizu na klinikama obavljaju specijalizirane medicinske sestre i tehničari. Veoma rijetko hemodijaliza se obavlja i u kući. Većina bolesnika dijalizira se 3 puta tjedno, a postupak prosječno traje 4 sata.

## Povijest
Prvi povijesni opis hemodijalize kao medicinske tehnike objavljen je 1913. godine. Abel, Rowntree i Turner sa sveučilišta u Baltimoreu "dijalizirali" su anestetizirane životinje usmjerujući njihovu krv izvan tijela kroz cjevčice s polupropusnim membranama Prvu uspješnu hemodijalizu na čovjeku proveo je 1924. godine njemački doktor Georg Haas. Dijaliza je trajala 15 minuta i protekla je bez komplikacija. Haas je potom 1928. uveo heparin u proces dijalize, ali zbog nedostatka podrške prestao je s daljnjim radom. Nakon njega, nizozemac Willem Kolff iradio je prvi aparat za hemodijalizu, a kao dijaliznu membranu je upotrebljavao celofan. Godine 1960. američki znanstvenik Belding Scribner učinio je prvi trajni krvožilni pristup, stvorivši time temelj za razvoj kronične hemodijalize, a prvi centar za hemodijalizu je otvoren u Seattleu dvije godine kasnije.

## Princip
Princip hemodijalize je isti kao i kod drugih metoda s dijalizom, a to uključuje difuziju otopljene tvari kroz polupropusnu membranu. Hemodijaliza koristi suprotno strujanje tekućina gdje dijalizat teče u suprotnom smjeru od kretanja krvi u dijalizatoru. Ovaj protuprotok održava koncentraciju otopljene tvari s obje strane membrane na maksimalnim vrijednostima i tako povećava učinkovitost dijalize.
Odstranjivanje tekućine se postiže korištenjem hidrostatskog tlaka u djelu s dijalizom, čineći da slobodna voda i neke otopljene tvari prolaze kroz membranu putem razlike u tlaku.
Dijalizat koji se koristi predstavlja sterilnu ionsku otopinu. Dijalizat obično sadrži natrij, kalij, kalcij, magnezij, kloride, acetate, bikarbonate, dekstrozu i PCO2 u pročišćenoj vodi. Često se dodaje i heparin kako bi se izbjeglo zgrušavanje krvi na mjestu krvožilnog pristupa. Urea i drugi otpadni produkti, kao i kalij i fosfati, difuzijom prelaze u dijalizat. Koncentracije natrija i klorida su slične kao i u normalnoj krvnoj plazmi radi sprečavanja njihovog gubitka. Bikarbonati se nalaze u većoj koncentraciji nego u plazmi radi uravnoteženja pH vrijednosti krvi.

## Pristup krvi
U hemodijalizi postoje tri metode koje se koriste za pristup krvi:
- Intravenozni kateter
- Arteriovenska (AV) fistula
- Arteriovenska sintetska premosnica

Vrsta metode koja se koristi ovisi o više faktora kao što su vrijeme otkazivanja bubrega i stanje krvožilnog sustava pacijenta.

### Intravenozni kateter
Intravenozni kateter je najčešće privremen, a rjeđe i trajan kateter (s potkožnim ugrađenim jastučićem). Privremeni kateter se postavlja u slučaju nedostatka AV-fistule ili AV-premosnice ili u slučaju nemogućnosti njihove punkcije. Postavlja se u gornju šuplju venu kroz nutarnju vratnu venu ili u donju šuplju venu kroz bedrenu venu.

### Arteriovenska fistula
Arteriovenska fistula predstavlja najpoželjniji način pristupa krvotoku za bolesnike koji su na redovnoj hemodijalizi, a ostvaruje se kirurškim spajanjem arterije i vene na podlaktici bolesnika. Nakon 4 do 6 tjedana stvorena se fistula može koristiti za hemodijalizu. Takva vrsta pristupa uz odgovarajuću njegu može potrajati godinama.

### Arteriovenska sintetska premosnica
Arteriovenska premosnica ili graft je umjetni umetak koji se kirurški stavlja između arterije i vene. Koristi se u slučaju kada su vene premale da tvore fistulu. Arteriovenskoj premosnici je potrebno oko 4 tjedna da zacijeli. Kod arteriovenskih premosnica češće dolazi do nastajanja ugrušaka i infekcija nego kod fistula.

## Oprema
Dijalizator je funkcionalna jedinica aparata za hemodijalizu. Premda je aparat za dijalizu prilično velika sprava, sam dijalizator je velik svega tridesetak cm. Dijalizator ima dva odjeljka odvojena jednom membranom. Jedan odjeljak sadrži dijalizat dok se u drugom odjeljku nalazi bolesnikova krv.
Aparat za dijalizu obavlja tri osnovne radnje:
- pumpa krv kroz dijalizator i regulira protok zbog sigurnosti;
- odstranjuje otpadne tvari iz krvi;
- prati krvni tlak i količinu tekućine odstranjene iz tijela.

U slučaju bilo kakve promjene aparat zvučnim signalom upozorava medicinske tehničare koji brinu o pacijentu.